# Mamíferos amenazados de Europa
La siguiente lista contiene todas las especies de mamíferos amenazadas que habitan en Europa o migran a cualquier región de ella, del océano Atlántico oriental o a cualquiera de las islas del océano Atlántico cercanas. Esto incluye los mamíferos que se encuentran al este del océano Atlántico (Azores), Islandia, el mar Adriático, el mar de Azov, el mar Caspio y Negro, Córcega, Chipre, Paleártico, Rusia, Eurasia, costa de África del Norte, el mar Mediterráneo y las islas situadas en el mar Mediterráneo y las islas de España (Canarias, Baleares). La siguiente lista se compiló a partir de datos de la Lista Roja de Especies Amenazadas (UICN).  La Unión Internacional para la Conservación de la Naturaleza determina las especies que necesitan atención por encontrarse en riesgo de extinción y trabaja para aumentar la prevención de la extinción. La siguiente lista incluye especies vulnerables (VU), en peligro (EN), en peligro crítico (CR) y recientemente extintas (EX).  
| Nombre científico           | Nombre(s) común(es) | Distribución | Estado             |
| --------------------------- | --- | --- | ------------------ |

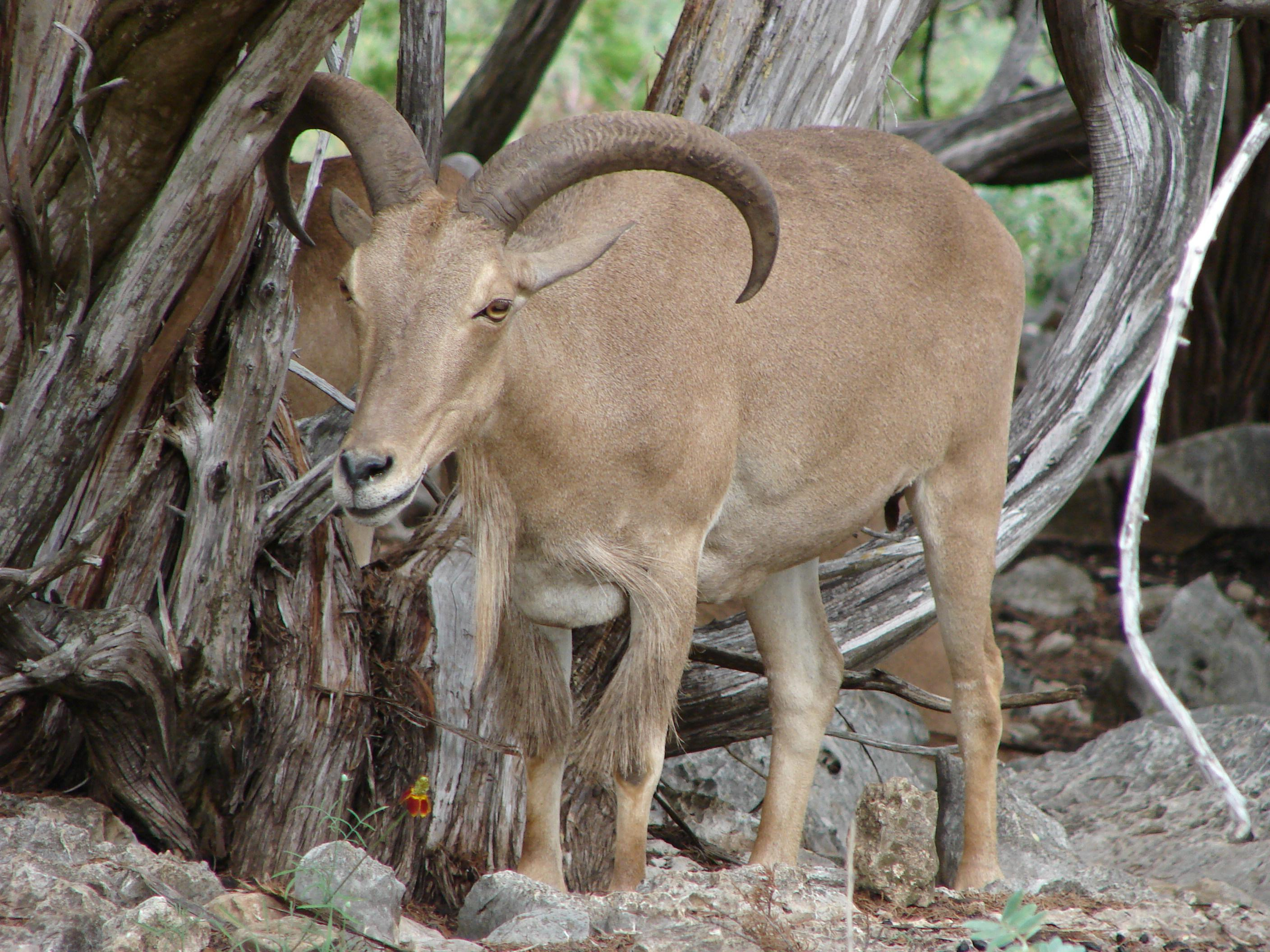
Arruí

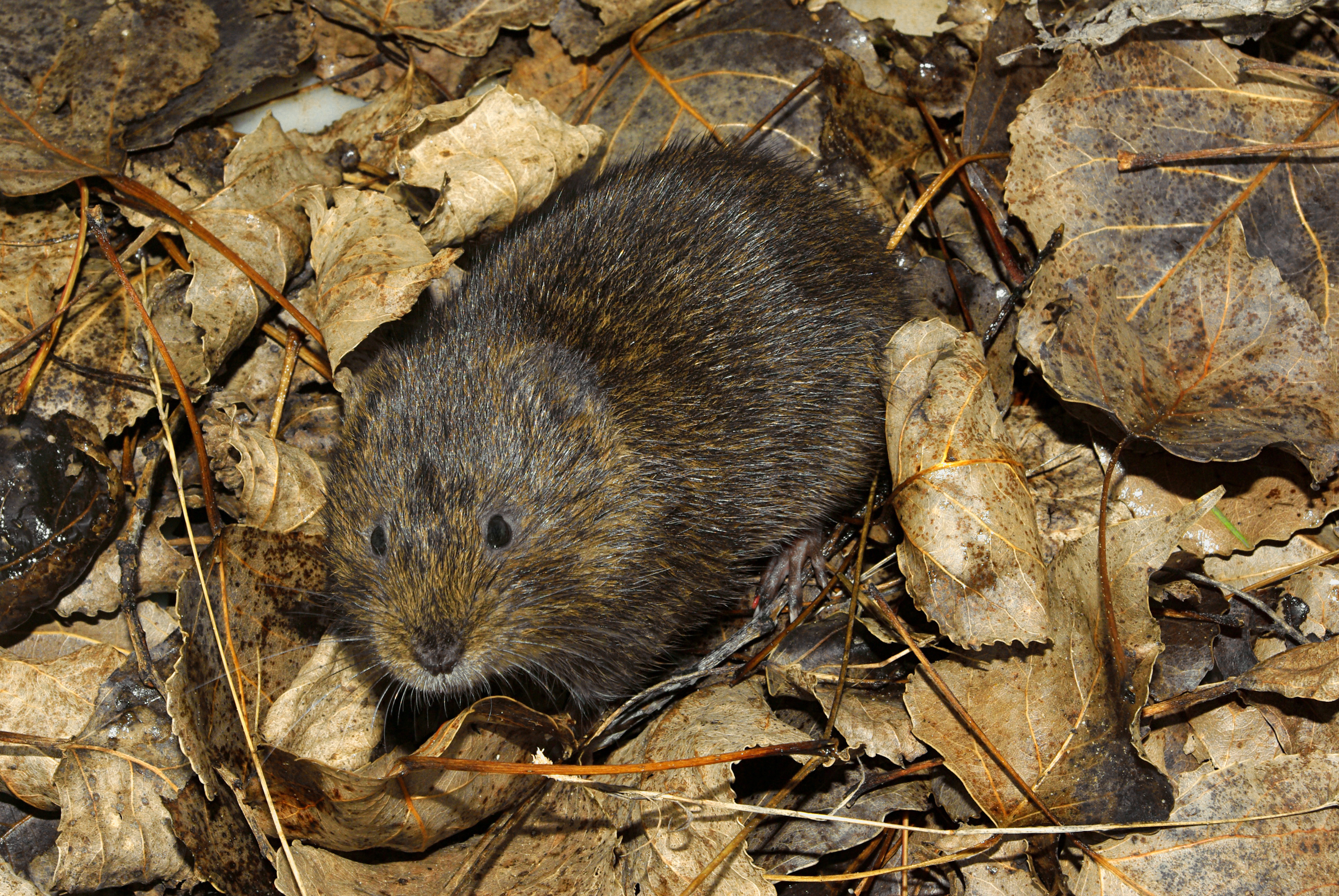
Rata de agua

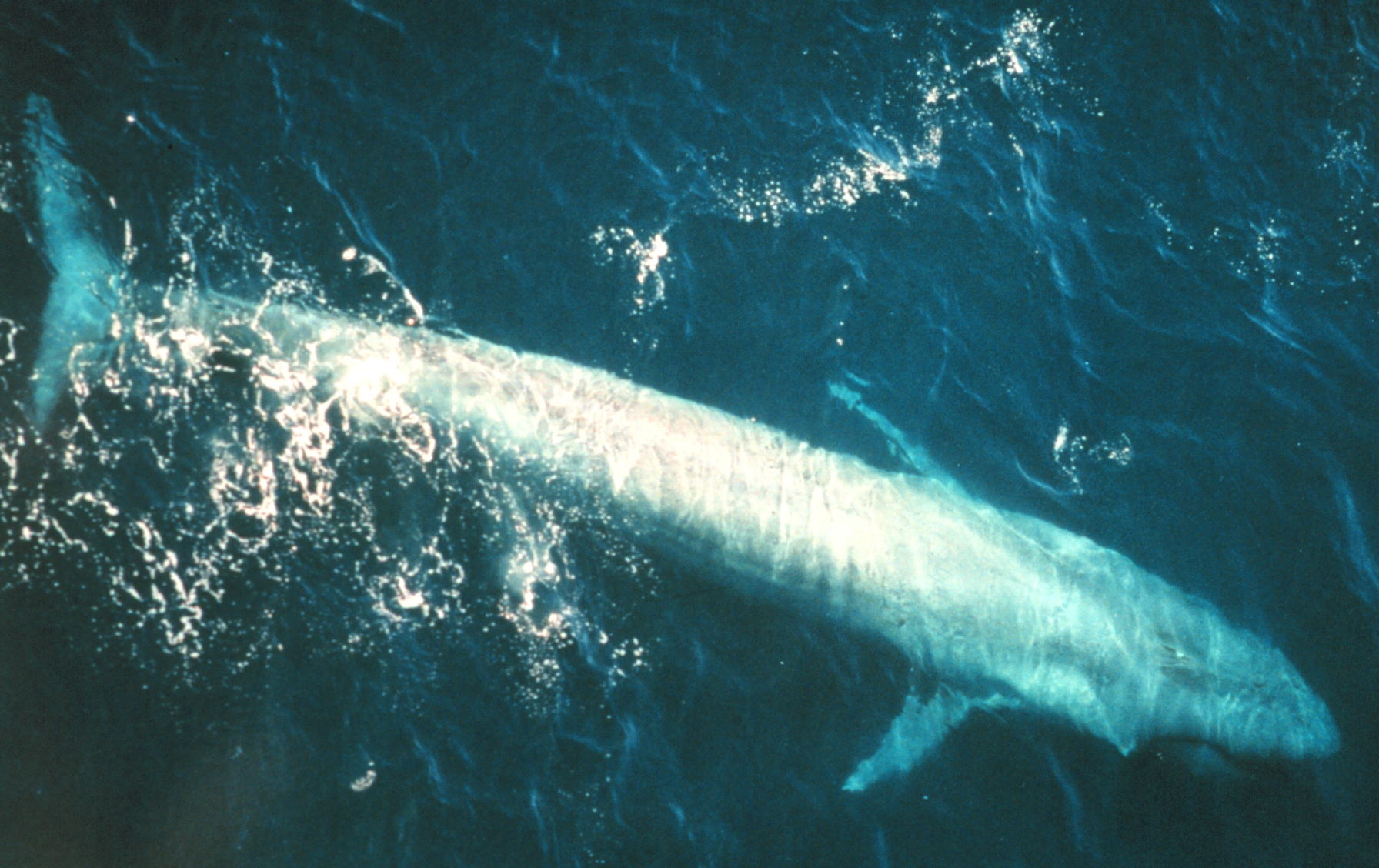
Adulto de ballena azul del océano Pacífico oriental

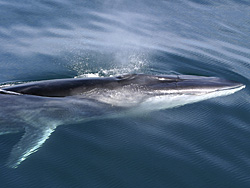
Un rorcual común saliendo a la superficie el los fiordos Kenai, en Alaska

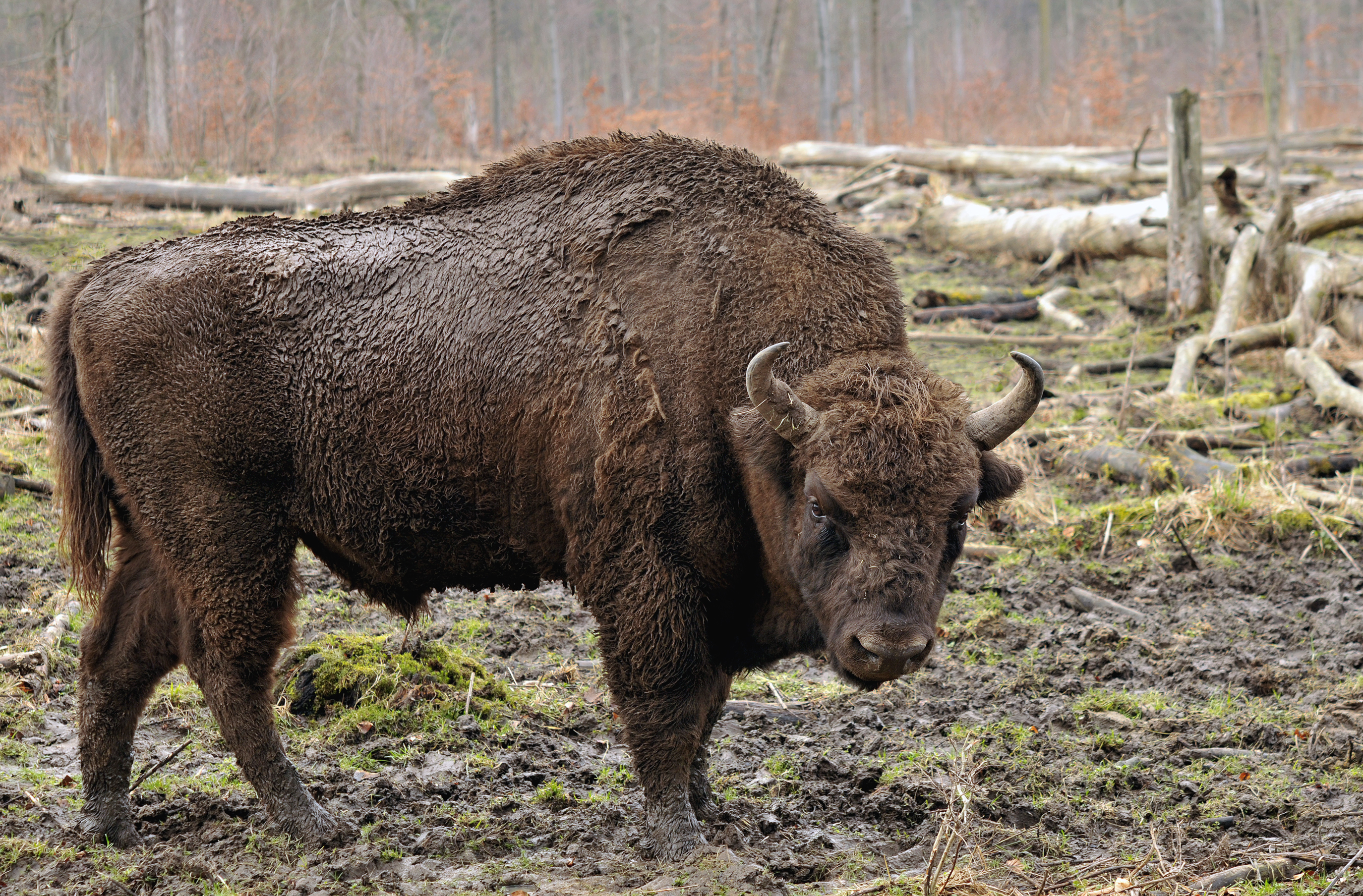
Un bisonte europeo en un parque de venados cerca de Springe

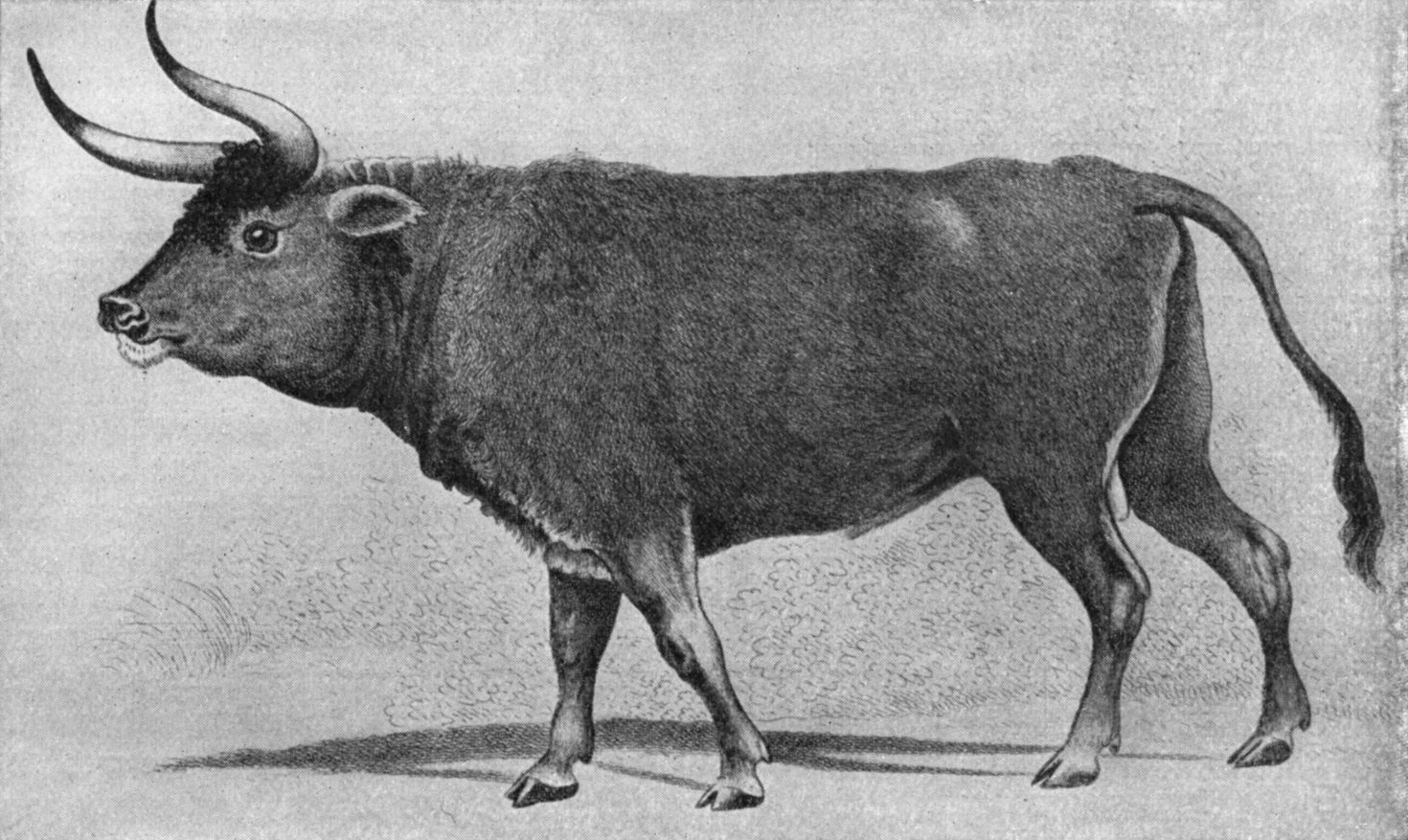
Copia de un cuadro de un uro de Hamilton Smith que se cree que data del

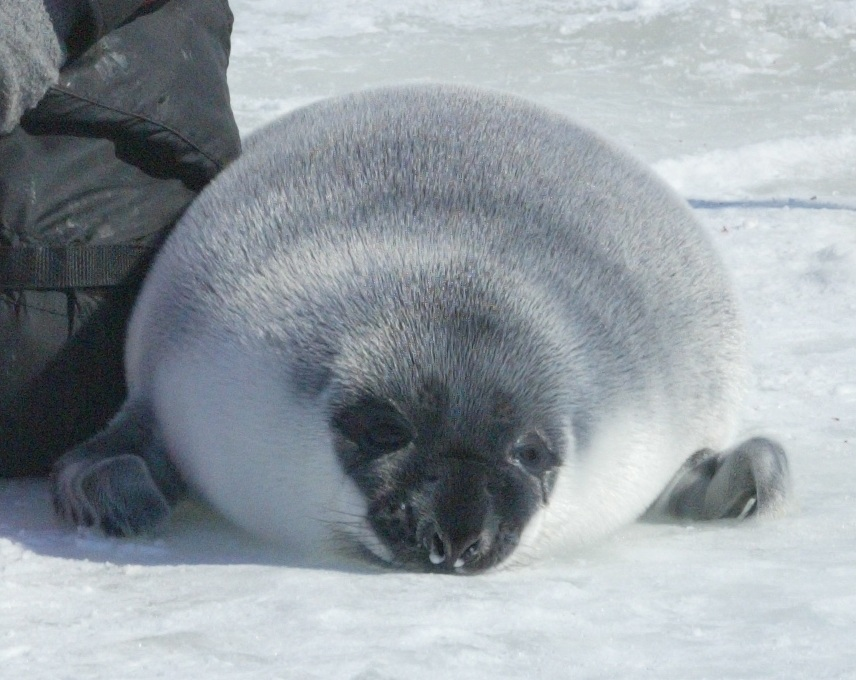
Cría de foca de casco (junto al investigador) en el hielo del golfo de San Lorenzo.

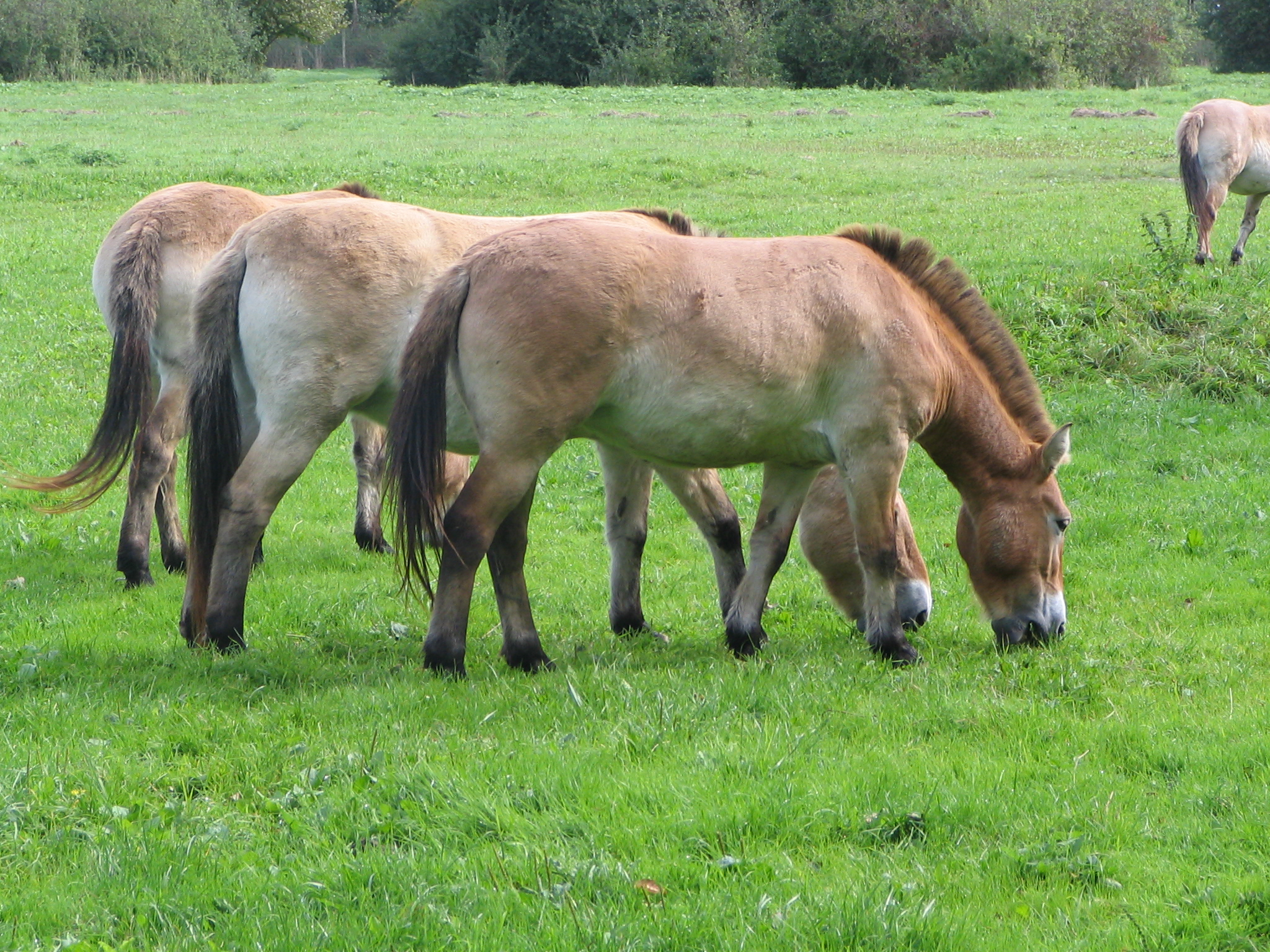
Caballos salvajes

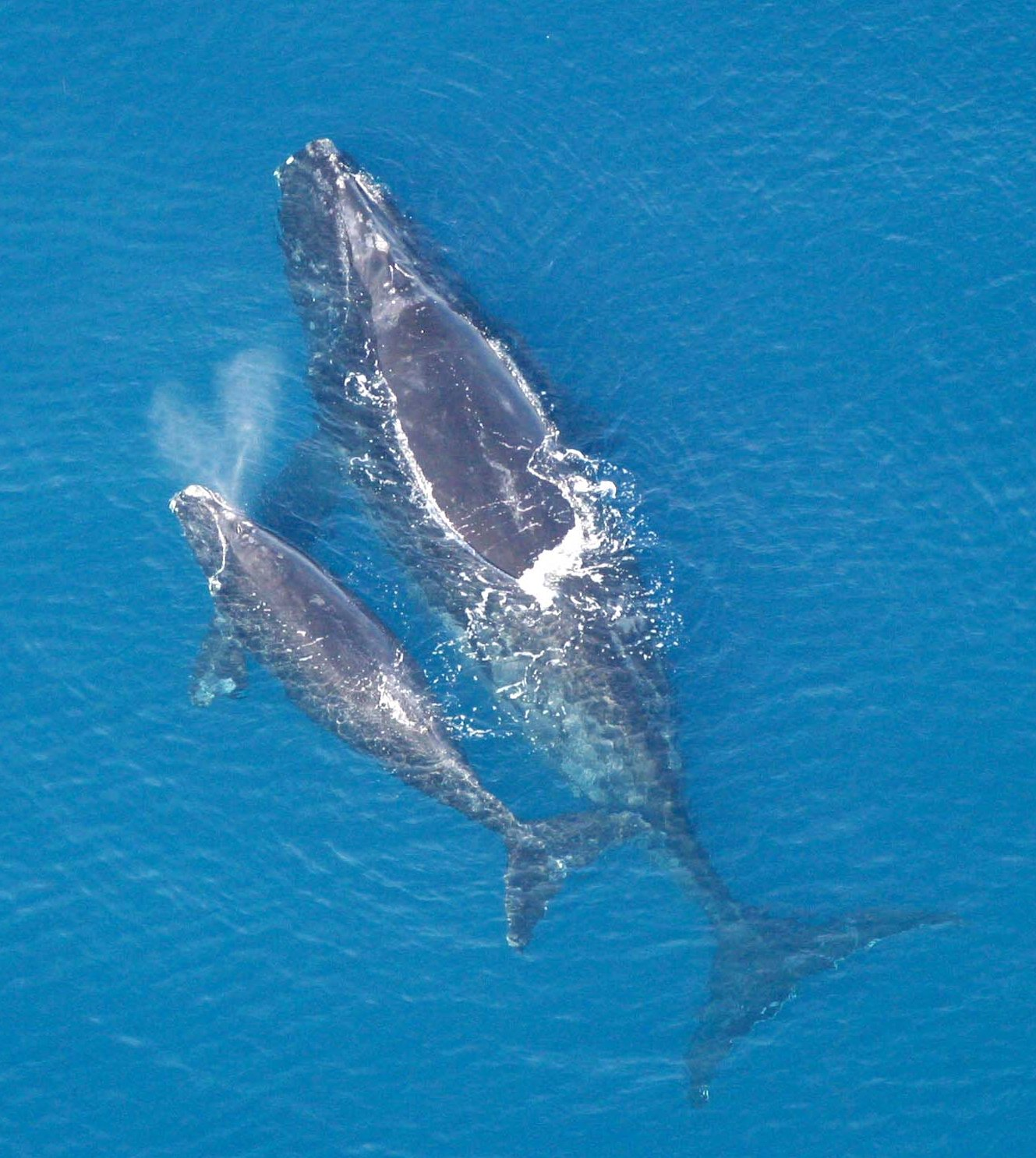
Una ballena franca glacial y su cría en el Atlántico Norte.

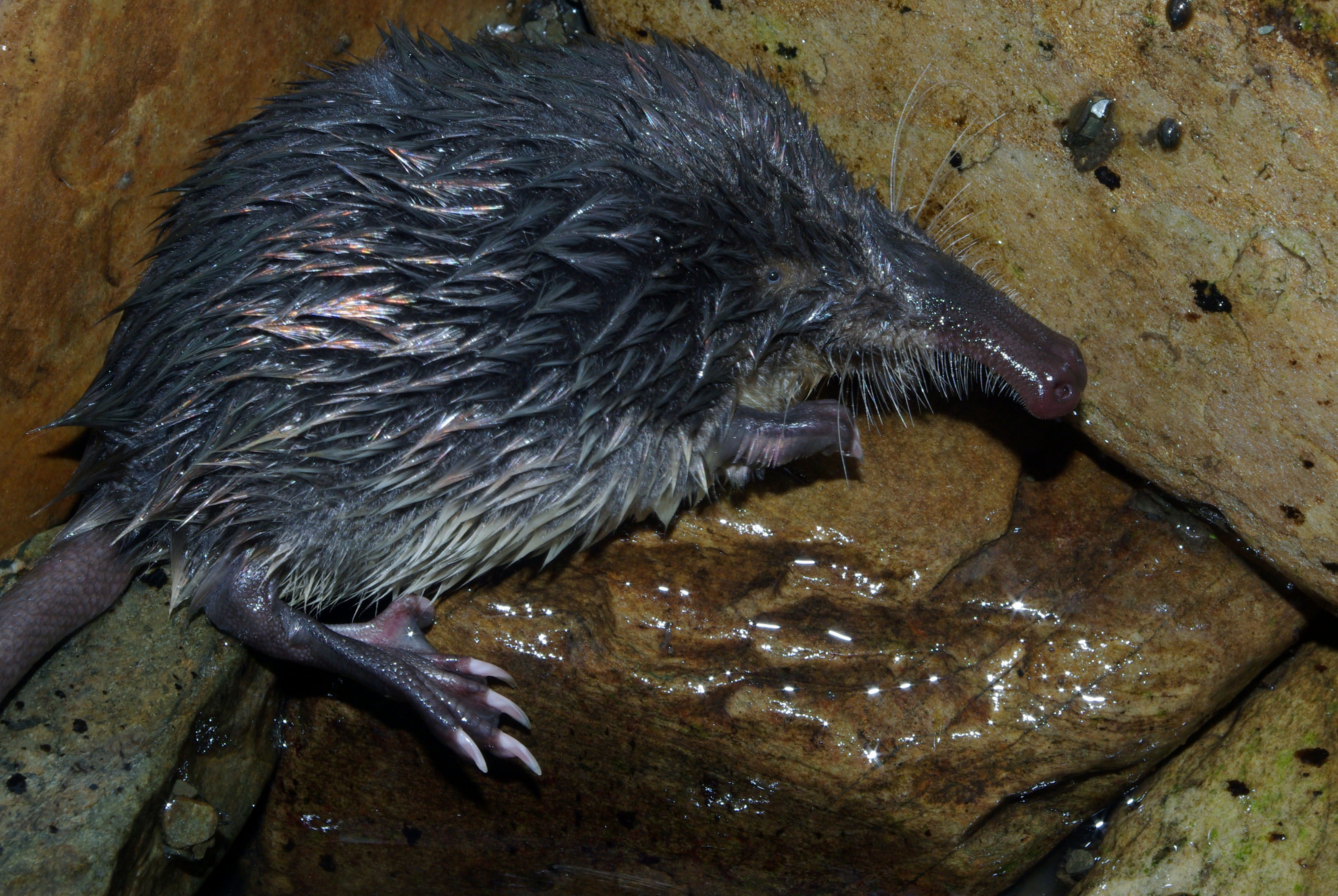
Desmán pirenaico

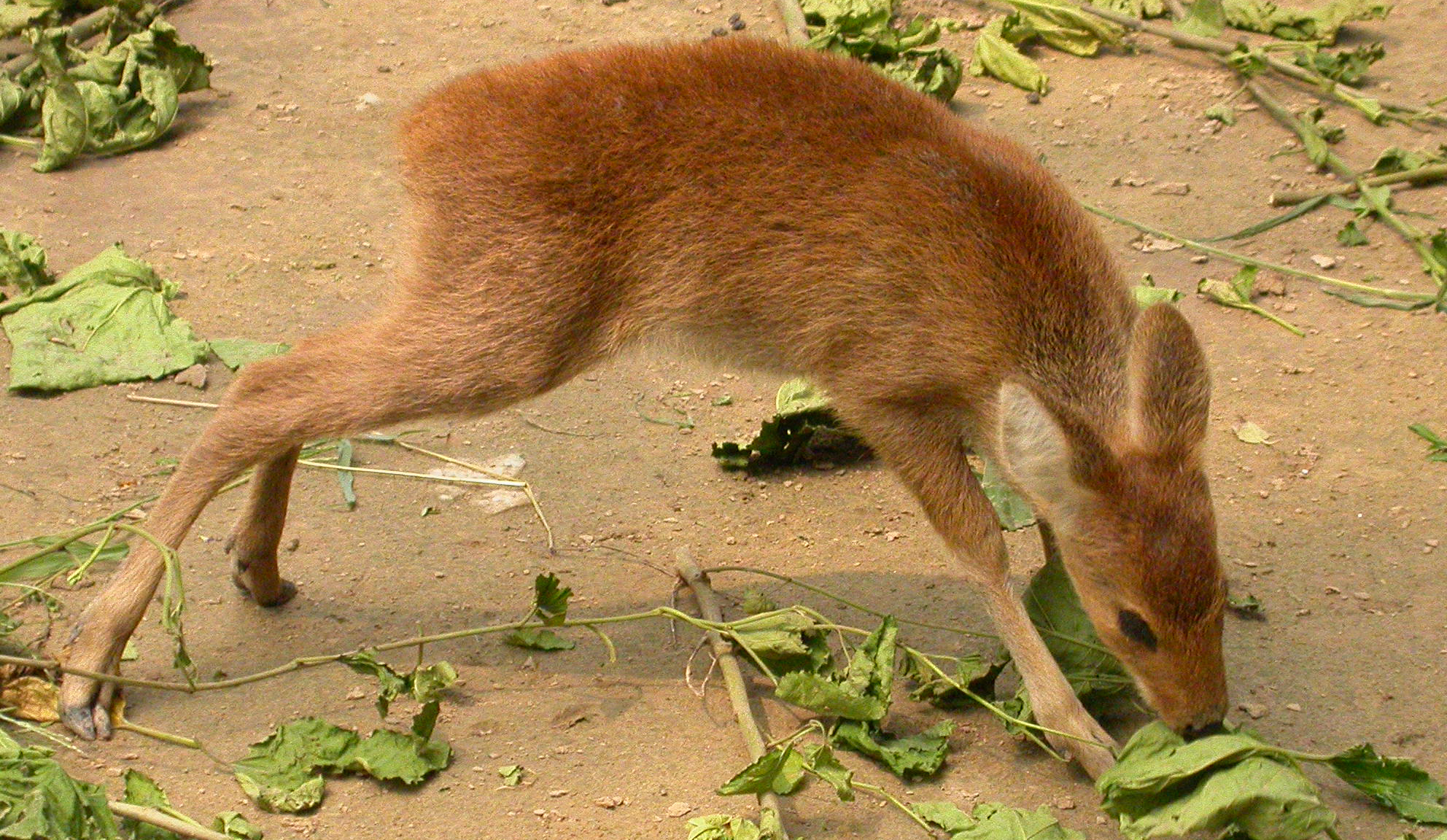
Ciervo acuático

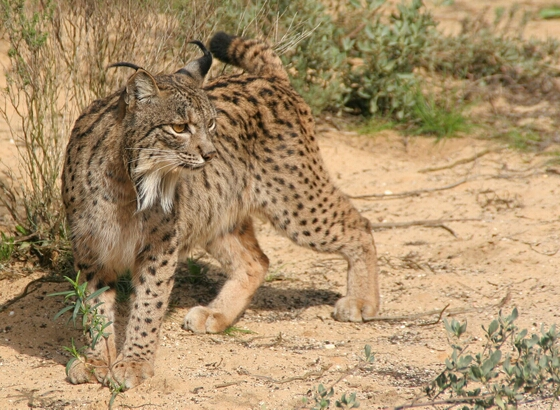
Lince ibérico

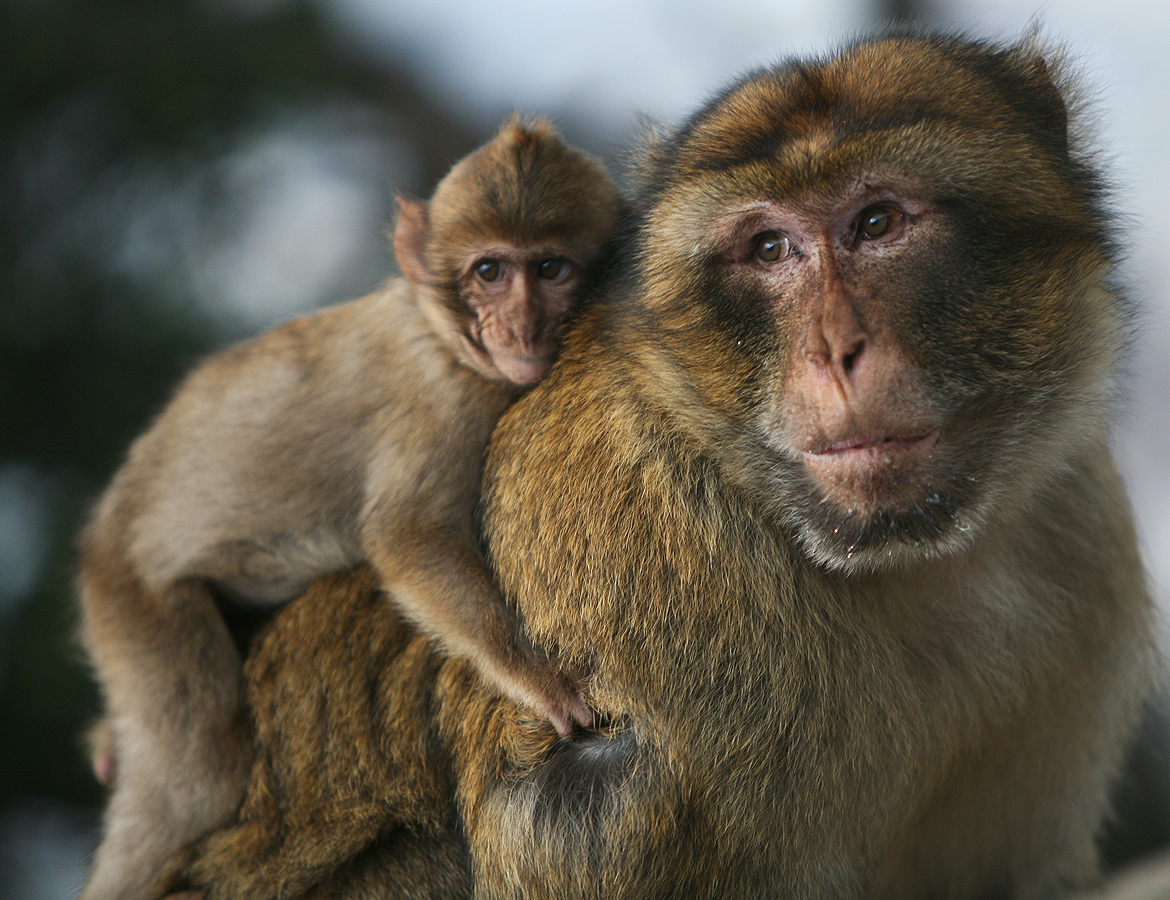
Macaco de Gibraltar

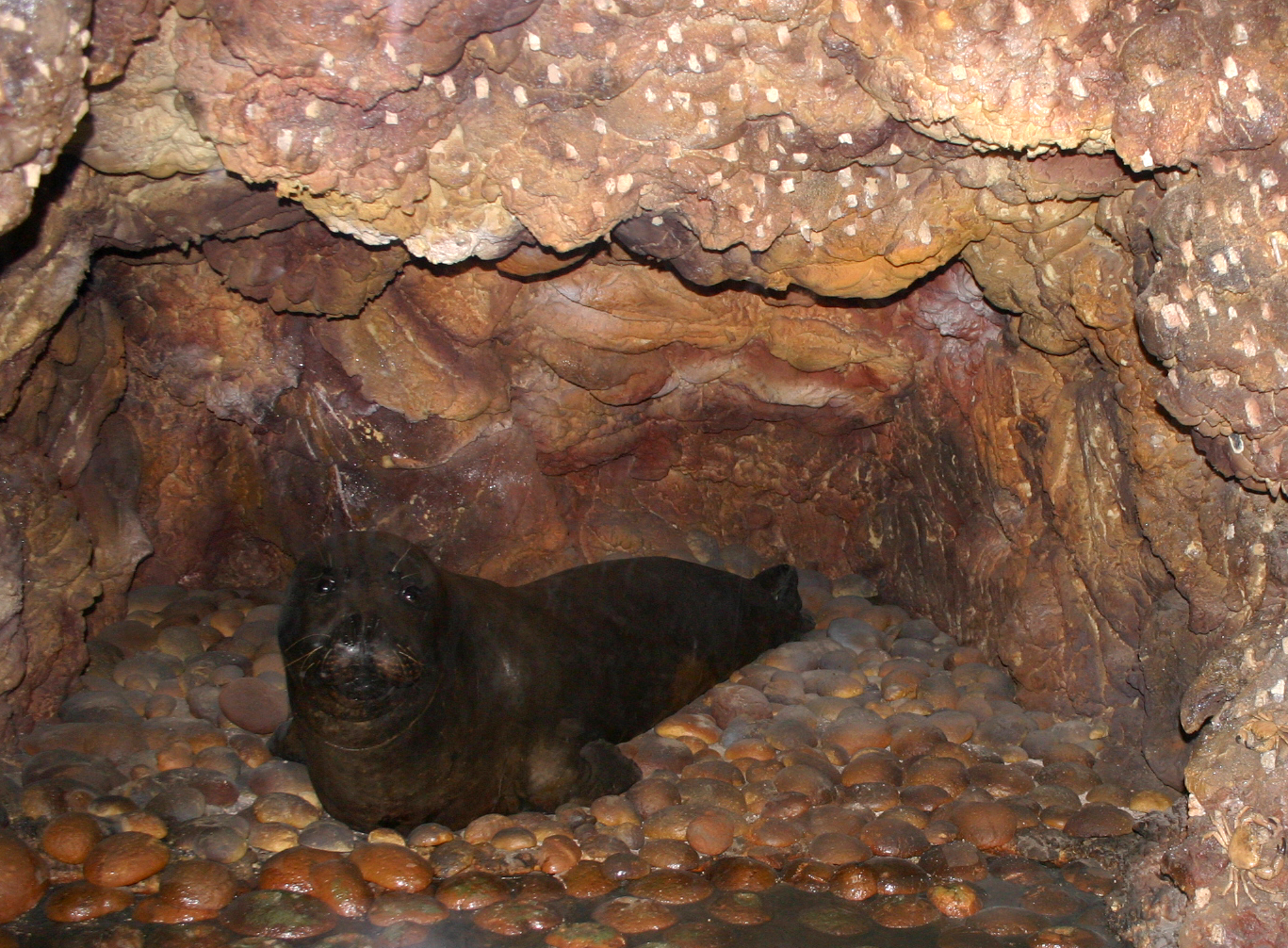
Foca monje del Mediterráneo

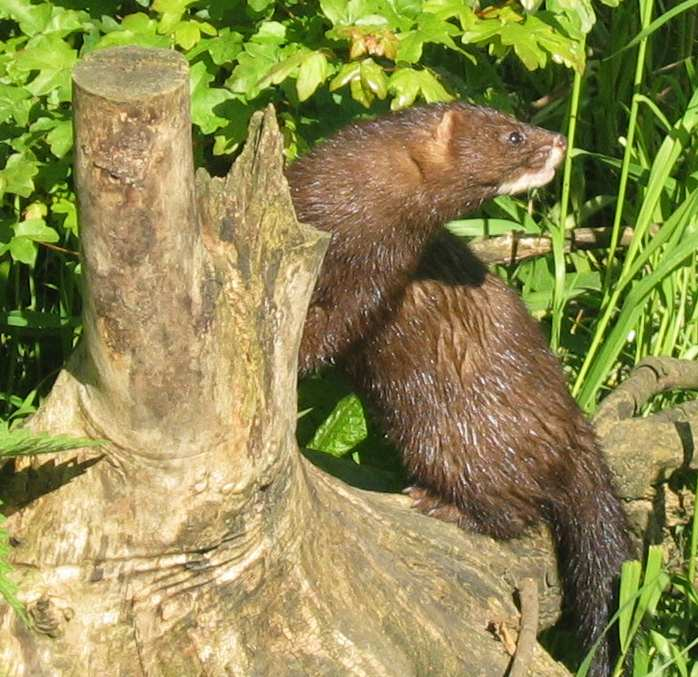
Visón europeo

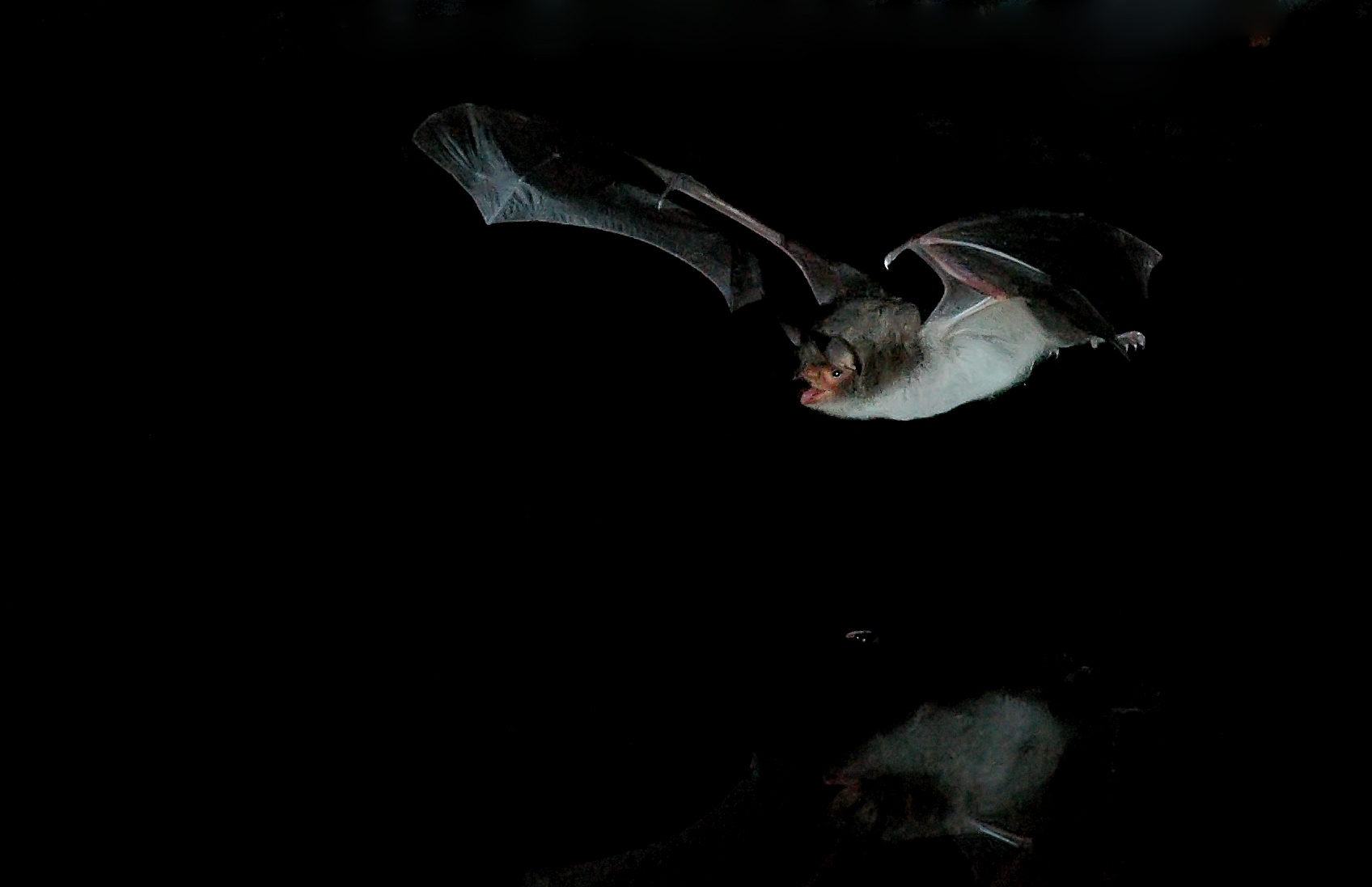
Murciélago ratonero patudo

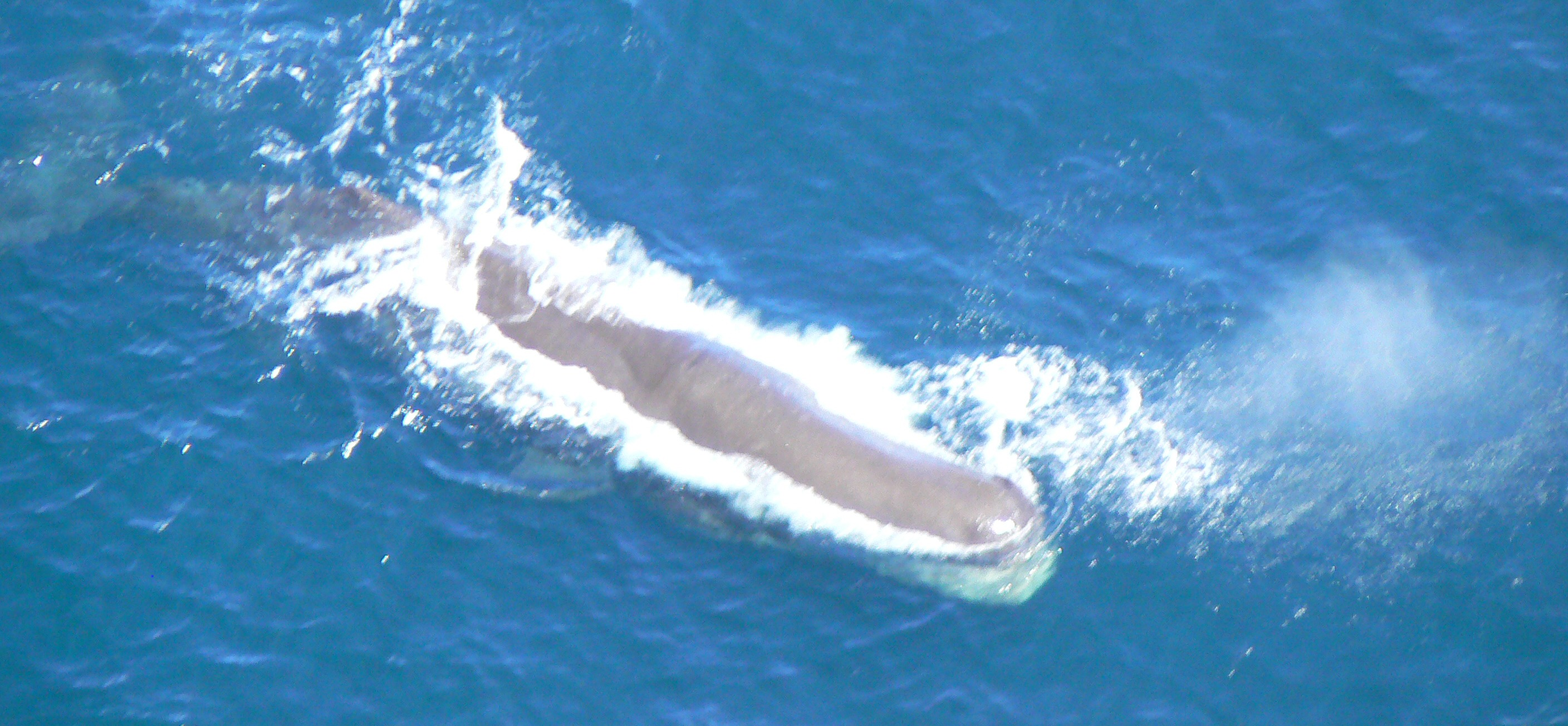
Cachalote

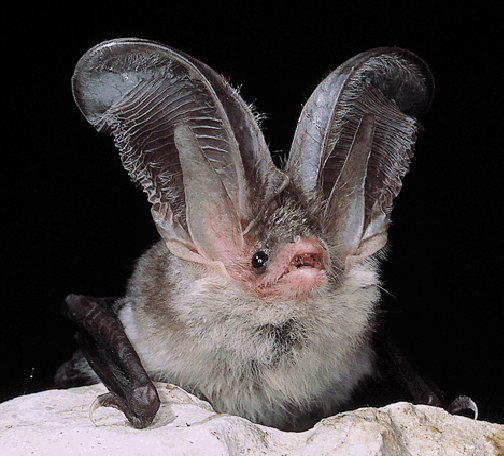
Plecotus sardus

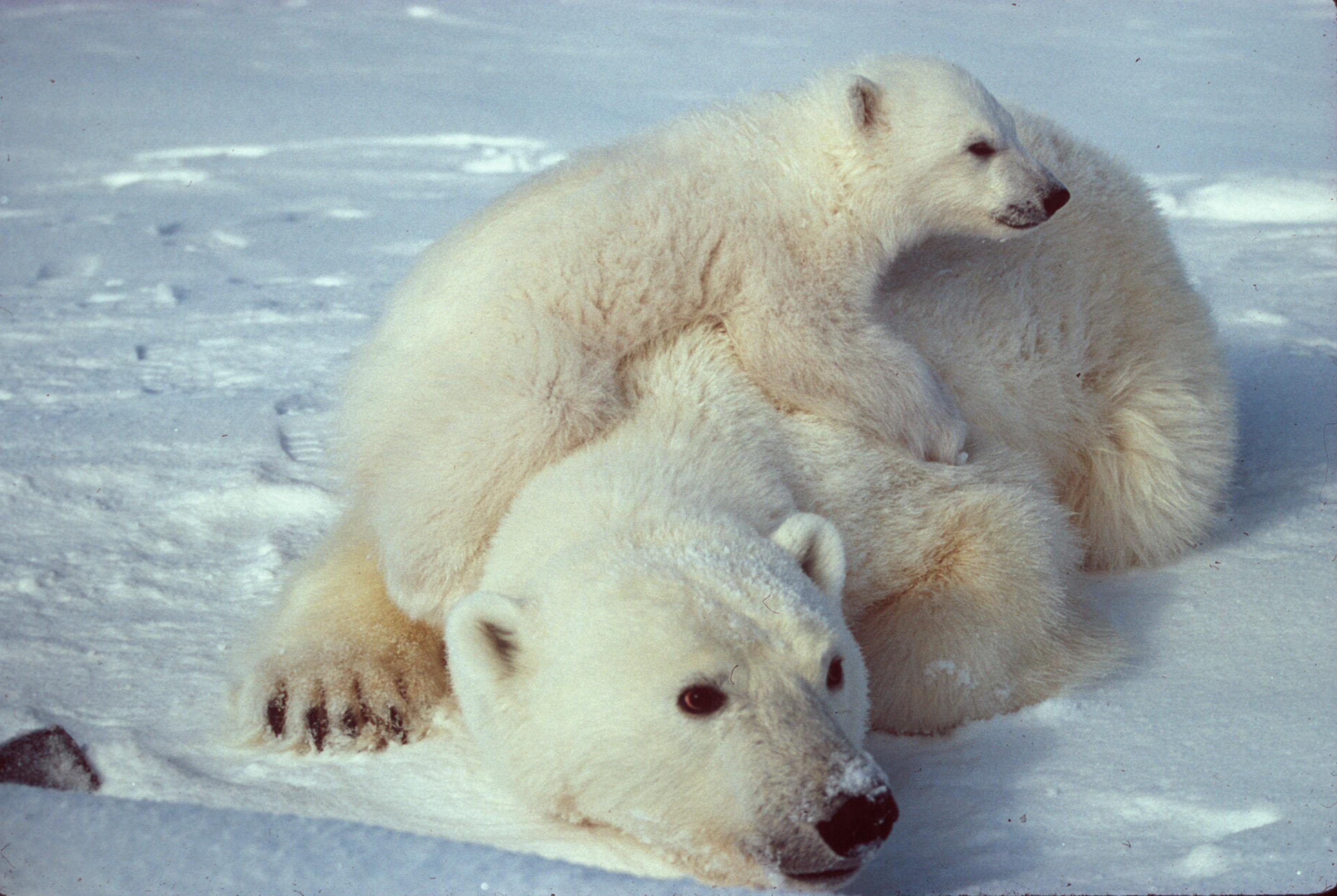
Osos polares

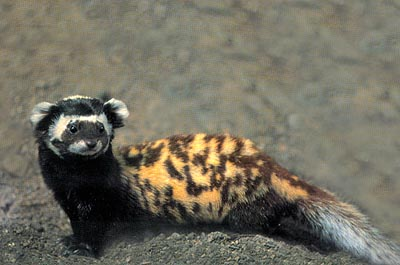
Adulto de turón jaspeado (Vormela peregusna)

| Ammotragus lervia           | Arruí, arrui o carnero de berbería                                                                                        | Nativa en: Argelia; Chad; Egipto; Jamahiriya Árabe Libia; Malí; Mauritania; Marruecos; Níger; Sudán; Túnez. Introducido en: México; España (Islas Canarias.); Presencia en Estados Unidos incierta; Sáhara Occidental | Vulnerable         |
| Arvicola sapidus            | Rata de agua | Francia, Portugal y España | Vulnerable         |
| Balaenoptera borealis       | Rorcual norteño, de Rudolphi o rorcual sei                                                                                | Angola, Argentina, Australia, Bahamas, islas Bermudas, Brasil, Canadá, Cabo Verde, Chile, Congo, República Democrática del Congo, Cuba, República Dominicana, Islas Malvinas (Falkland), islas Faroe, Territorios Franceses del Sur, Gibraltar, Groenlandia, Haití, Islandia, Irlanda, Japón, Kenia, República Popular Democrática de Corea, República de Corea, Madagascar, Mauritania, México, Marruecos, Namibia, Nueva Zelanda, Islas Marianas del Norte, Noruega, Perú, Portugal, Reunión, Federación Rusa, San Pedro y Miquelón, Sudáfrica, Georgia del Sur e islas Sandwich del Sur, España, islas Turcas y Caicos, Reino Unido, Estados Unidos, Uruguay y Sahara Occidental | En peligro         |
| Balaenoptera musculus       | Ballena azul | Angola, Argentina, Australia, Bahamas, Bangladés, Benín, Islas Bermudas, Brasil, Camerún, Canadá, Cabo Verde, Chile, China, Cocos (Keeling), Colombia, Comoras, Islas Cook, Costa Rica, Costa de Marfil, Ecuador, El Salvador, Guinea Ecuatorial, Eritrea, islas Malvinas (Falkland), islas Faroe; Francia, Territorios Franceses del Sur (la), Gabón, Ghana, Gibraltar, Grecia, Groenlandia, Granada, Guatemala, Islandia, India, Indonesia, República Islámica de Irán, Irak, Irlanda, Japón, Kenia, Madagascar, Malasia, Maldivas, Islas Marshall, Mauritania, Mauricio, México, Marruecos, Mozambique, Myanmar, Namibia, Nueva Caledonia, Nueva Zelanda, Nicaragua, Nigeria, islas Marianas del Norte, Noruega, Omán, Pakistán, Palau, Panamá, Perú, Filipinas, Pitcairn, Portugal, Reunión, Federación Rusa, Santa Helena (Tristán da Cunha), San Pedro y Miquelón, Santo Tomé y Príncipe, Senegal, Seychelles, Somalia, Sudáfrica, Georgia del Sur e islas Sandwich del Sur, España, Sri Lanka, provincia china de Taiwán, República Unida de Tanzania, Tailandia, Timor Oriental, Togo, Reino Unido, Estados Unidos, Uruguay, Sáhara Occidental, Yemen, Yibuti | En peligro         |
| Balaenoptera physalus       | Rorcual común | Argelia; Angola; Argentina; Australia; Bélgica; Islas Bermudas; Brasil; Canadá; Chile; China; Congo; República Democrática del Congo; Chipre; Dinamarca; Egipto; Islas Malvinas (Falkland); Islas Faroe; Fiji; Francia; Polinesia francés; Territorios Franceses del Sur; Alemania; Gibraltar; Grecia; Groenlandia; Islandia; Irlanda; Israel; Italia; Japón; República Popular Democrática de Corea; República de Corea; Líbano; Jamahiriya Árabe Libia; Madagascar; Malta; México; Mónaco; Marruecos; Mozambique; Namibia; Países Bajos; Nueva Caledonia; Nueva Zelanda; Niue; Islas Marianas del Norte; Noruega; Perú; Filipinas; Pitcairn; Portugal; Reunión; Federación Rusa; San Pedro y Miquelón; Sudáfrica; Georgia del Sur y las Islas Sandwich del Sur; España; Suecia; República Árabe Siria; provincia china de Taiwán; Togo; Túnez; Turquía; Tuvalu; Reino Unido; Estados Unidos; Uruguay; Vanuatu; Sáhara Occidental | En peligro         |
| Bisonte bonasus             | Bisonte europeo | Nativa en: Bielorrusia; Lituania; Polonia; Rumanía; Federación Rusa; Eslovaquia; Ucrania Introducida en: Kirguistán | Vulnerable         |
| Bos primigenius primigenius | Uro eurasiático | Polonia | Extinta            |
| Crocidura canariensis       | Musaraña canaria | España (islas Canarias) | En peligro         |
| Crocidura zimmermanni       | | Grecia (Creta) | Vulnerable         |
| Cystophora cristata         | Foca de casco o foca capuchina                                                                                            | Nativa en: Canadá, Groenlandia, Islandia, Noruega, Estados Unidos. Migrante en: Argentina, Bahamas, Bermudas, Dinamarca. islas Faroe, Francia, Alemania, Irlanda, Portugal, Puerto Rico, Federación Rusa, España, Svalbard y Jan Mayen, islas Turcas y Caicos, Reino Unido | Vulnerable         |
| Dinaromys bogdanovi         | Nativa en: Bosnia y Herzegovina, Croacia; Macedonia del Norte, Montenegro, Serbia. Presencia incierta en: Albania, Grecia | Vulnerable |                    |
| Equus ferus przewalskii     | Caballo de Przewalski | Extinta a nivel regional en: Biolorrusia, China, Alemania, Kazakistán, Lituania, Polonia, Federación Rusa, Ucrania. Reintroducida en: Mongolia | En peligro         |
| Eubalaena glacialis         | Ballena franca glacial o ballena de los vascos                                                                            | Nativa en: Bahams, Bermudas, Canadá, Estados Unidos. Posiblemente extinta en: Bélgica, islas Faroe, Francia, Alemania, Irlanda, Marruecos, Holanda, Noruega, Portugal (Azores, Madeira, Portugal continental), España (islas Canarias y España continental), Reino Unido, Sáhara occidental. Migrante en: Groenlandia, Islandia | En peligro         |
| Galemys pyrenaicus          | Desmán ibérico o desmán de los Pirineos                                                                                   | Andorra, Francia, Portugal y España | Vulnerable         |
| Hydropotes inermis          | Ciervo acuático chino | Nativa en: China, República Democrática Popular de Corea, República de Corea. Introducida en: Francia, Reino Unido | Vulnerable         |
| Lepus castroviejoi          | Liebre de piornal o de Castroviejo                                                                                        | España | Vulnerable         |
| Lepus corsicanus            | Liebre corsa | Nativa en: Italia (Sicilia). Presencia incierta en: Francia (Córcega) | Vulnerable         |
| Lince pardinus              | Lince ibérico | Nativa en: España. Presencia incierta en: Portugal | En peligro         |
| Macaca sylvanus             | Macaco de Gibraltar | Nativa en: Argelia y Marruecos. Regionalmente extinta en: Túnez Introducida en: Gibraltar | En peligro         |
| Microtus bavaricus          | Topillo bávaro | Nativa en: Austria Regionalmente extinta en: Alemania | En peligro crítico |
| Monachus monachus           | Foca monje del Mediterráneo                                                                                               | Nativa en: Argelia; Grecia; Mauritania; Portugal (Azores: extinta a nivel regional, Madeira: extinta a nivel regional), Portugal (continente: extinta a nivel regional); Turquía; Sahara Occidental. Posiblemente extinguida en: Croacia; Gambia; Jamahiriya Árabe Libia; Montenegro; Rumania; España (Baleares, islas Canarias: nativa), España (Península: extinguida a nivel regional); Túnez. Extinguida a nivel regional: Albania; Bosnia y Herzegovina; Bulgaria; Cabo Verde; Chipre; Egipto; Francia (Córcega, Francia (continente); Georgia; Israel; Italia (Italia (continente), Cerdeña, Sicilia); Líbano; Malta; Marruecos; Federación Rusa; Senegal; Eslovenia; República Árabe Siria; Ucrania. Presencia incierta en: Afganistán | En peligro         |
| Mustela lutreola            | Visón europeo | Nativa en: Francia, Rumanía, Federación Rusa, España, Ucrania. Regionalmente extinta en: Austria, Bielorrusia, Bulgaria, Croacia, República Checa. Estonia, Finlandia, Georgia, Alemania, Hungría, Kazakistán, Letonia, Lituania, Moldavia, Montenegro, Países Bajos. Polonia, Serbia, Eslovaquia, Suiza | En peligro crítico |
| Myomimus roachi             | Lirón colipelado | Bulgaria; Grecia; Turquía | Vulnerable         |
| Myotis capaccinii           | Murciélago ratonero patudo                                                                                                | Nativa en: Albania, Argelia, Andorra, Bosnia y Herzegovina, Bulgaria, Croacia, Chipre; Francia (Córcega), Grecia (Creta); Santa Sede (Ciudad del Vaticano), República Islámica de Irán, Irak, Israel, Italia (Cerdeña, Sicilia), Jordania, Líbano, Macedonia del Norte, Montenegro; Marruecos, Rumanía; Serbia; Eslovenia; España (Baleares); República Árabe Siria; Turquía. Extinta a nivel regional: Suiza | Vulnerable         |
| Nyctalus azoreum            | Nóctulo de las Azores | Nativa en: Albania; Argelia; Angola; Antártida; Antigua y Barbuda; Argentina; Australia; Bahamas; Bangladés; Barbados; Bélgica; Belice; Benín; Brasil; Brunéi; Camerún; Canadá; Cabo Verde; Chile; China; Colombia; Comoras; Costa Rica; Croacia; Chipre; Dinamarca; Dominica; República Dominicana; Ecuador; Egipto; El Salvador; Guinea Ecuatorial; Islas Falkland (Malvinas); Islas Faroe; Fiji; Francia; Gabón; Gambia; Ghana; Gibraltar; Grecia; Groenlandia; Granada; Guatemala; Guinea; Guinea-Bisáu; Guayana; Haití; Honduras; Islandia; India; Indonesia; Irán (República Islámica de; Irlanda; Israel; Italia; Jamaica; Japón; Kenia; Kiribati; República Popular Democrática de Corea; República de Corea; Líbano; Liberia; Jamahiriya Árabe Libia; Madagascar; Malasia; Maldivas; Malta; Islas Marshall; Mauritania; Mauricio; México; Estados Federados de Micronesia; Mónaco; Marruecos; Mozambique; Namibia; Nauru; Países Bajos; Antillas Neerlandesas; Nueva Zelanda; Nicaragua; Nigeria; Niue; Noruega; Omán; Pakistán; Palau; Panamá; Papúa Nueva Guinea; Perú; Filipinas; Portugal; Federación Rusa; Santa Helena; San Cristóbal y Nieves; Santa Lucía; San Vicente y las Granadinas; Samoa; Santo Tomé y Príncipe; Senegal; Seychelles; Sierra Leona; Singapur; Eslovenia; Islas Salomón; Somalia; Sudáfrica; España; Sri Lanka; Surinam; República Árabe Siria; Taiwán, provincia de China; República Unida de Tanzania; Tailandia; Timor Oriental; Togo; Tonga; Trinidad y Tobago; Túnez; Turquía; Tuvalu; Reino Unido; Estados Unidos; Uruguay; Vanuatu; Venezuela; Vietnam; Yemen. Presencia incierta en: Samoa Americana; Anguila; Aruba; Islas Bermudas; Bosnia y Herzegovina; Territorio Británico del Océano Índico; Camboya; Islas Caimán; Isla de Navidad; Islas Cocos (Keeling); Congo; República Democrática del Congo; Islas Cook; Costa de Marfil; Eritrea; Guayana francesa; Polinesia francesa; Territorios Australes Franceses; Alemania; Guadalupe; Guam; Hong Kong; Martinica; Mayotte; Montenegro; Montserrat; Myanmar; Nueva Caledonia; Isla de Norfolk; Islas Marianas del Norte; Territorio Palestino Ocupado; Pitcairn; Puerto Rico; Qatar; Reunión; San Pedro y Miquelón; Arabia Saudita; Georgia del Sur y las islas Sandwich del Sur; Sudán; Suecia; Tokelau; Islas Turcas y Caicos; Emiratos Árabes Unidos; Islas Menores Distantes de los Estados Unidos; Islas Vírgenes Británicas; Islas Vírgenes de EE. UU.; Wallis y Futuna; Sahara Occidental; Yibuti | En peligro         |
| Physeter macrocephalus      | Cachalote | Nativa en: Albania; Argelia; Angola; Antártida; Antigua y Barbuda; Argentina; Australia; Bahamas; Bangladés; Barbados; Bélgica; Belice; Benín; Brasil; Brunéi; Camerún; Canadá; Cabo Verde; Chile; China; Colombia; Comoras; Costa Rica; Croacia; Chipre; Dinamarca; Dominica; República Dominicana; Ecuador; Egipto; El Salvador; Guinea Ecuatorial; Islas Falkland (Malvinas); Islas Faroe; Fiji; Francia; Gabón; Gambia; Ghana; Gibraltar; Grecia; Groenlandia; Granada; Guatemala; Guinea; Guinea-Bisáu; Guayana; Haití; Honduras; Islandia; India; Indonesia; Irán (República Islámica de; Irlanda; Israel; Italia; Jamaica; Japón; Kenia; Kiribati; República Popular Democrática de Corea; República de Corea; Líbano; Liberia; Jamahiriya Árabe Libia; Madagascar; Malasia; Maldivas; Malta; Islas Marshall; Mauritania; Mauricio; México; Estados Federados de Micronesia; Mónaco; Marruecos; Mozambique; Namibia; Nauru; Países Bajos; Antillas Neerlandesas; Nueva Zelanda; Nicaragua; Nigeria; Niue; Noruega; Omán; Pakistán; Palau; Panamá; Papúa Nueva Guinea; Perú; Filipinas; Portugal; Federación Rusa; Santa Helena; San Cristóbal y Nieves; Santa Lucía; San Vicente y las Granadinas; Samoa; Santo Tomé y Príncipe; Senegal; Seychelles; Sierra Leona; Singapur; Eslovenia; Islas Salomón; Somalia; Sudáfrica; España; Sri Lanka; Surinam; República Árabe Siria; Taiwán, provincia de China; República Unida de Tanzania; Tailandia; Timor Oriental; Togo; Tonga; Trinidad y Tobago; Túnez; Turquía; Tuvalu; Reino Unido; Estados Unidos; Uruguay; Vanuatu; Venezuela; Vietnam; Yemen. Presencia incierta en: Samoa Americana; Anguila; Aruba; Islas Bermudas; Bosnia y Herzegovina; Territorio Británico del Océano Índico; Camboya; Islas Caimán; Isla de Navidad; Islas Cocos (Keeling); Congo; República Democrática del Congo; Islas Cook; Costa de Marfil; Eritrea; Guayana francesa; Polinesia francesa; Territorios Australes Franceses; Alemania; Guadalupe; Guam; Hong Kong; Martinica; Mayotte; Montenegro; Montserrat; Myanmar; Nueva Caledonia; Isla de Norfolk; Islas Marianas del Norte; Territorio Palestino Ocupado; Pitcairn; Puerto Rico; Catar; Reunión; San Pedro y Miquelón; Arabia Saudita; Georgia del Sur y las islas Sandwich del Sur; Sudán; Suecia; Tokelau; Islas Turcas y Caicos; Emiratos Árabes Unidos; Islas Menores Distantes de los Estados Unidos; Islas Vírgenes Británicas; Islas Vírgenes de EE. UU.; Wallis y Futuna; Sáhara Occidental; Yibuti | Vulnerable         |
| Pipistrellus maderensis     | Murciélago de Madeira | Portugal (Azores - presencia incierta en Madeira); España (islas Canarias) | En peligro         |
| Plecotus sardus             | | Italia (Cerdeña) | Vulnerable         |
| Plecotus teneriffae         | Murciélago orejudo canario                                                                                                | España (islas Canarias) | En peligro         |
| Prolagus sardus             | Pika sarda | Francia (Córcega), Italia (Cerdeña) | Extinta            |
| Rhinolophus mehelyi         | Murciélago mediano de herradura                                                                                           | Nativa en: Afganistán; Argelia; Armenia; Azerbaiyán; Bosnia y Herzegovina; Bulgaria; Chipre; Egipto; Georgia; Gibraltar; Grecia; República Islámica de Irán; Irak; Israel; Italia (Cerdeña, Sicilia); Jordania; Jamahiriya Árabe Libia; Macedonia del Norte; Moldova; Montenegro; Marruecos; Territorio Palestino Ocupado; Portugal; Rumania; Federación Rusa; Serbia; Eslovenia; España; República Árabe Siria; Túnez; Turquía. Regionalmente extinta en: Croacia. Presencia incierta en: Francia | Vulnerable         |
| Saiga tatarica              | Saiga | Nativa en: Kazajistán; Mongolia; Federación Rusa; Turkmenistán; Uzbekistán. Regionalmente extinta en: China; Moldavia; Polonia; Ucrania | En peligro crítico |
| Spermophilus citellus       | Suslik europeo | Nativa en: Austria; Bulgaria; República Checa; Grecia; Hungría; Macedonia del Norte; Moldavia; Rumania; Serbia (Kosovo, Serbia); Eslovaquia; Turquía; Ucrania. Regionalmente extinguida en: Croacia; Alemania. Reintroducida en: Polonia | Vulnerable         |
| Ursus maritimus             | Oso polar | Nativa en: Canadá (Labrador, Manitoba, Terranova, Territorios del Noroeste, Nunavut, Ontario, Quebec, Yukon); Groenlandia; Noruega; Federación Rusa (Krasnoyarsk, norte de la Rusia Europea, oeste de Siberia, Yakutiya); Svalbard y Jan Mayen; Estados Unidos (Alaska). Presencia incierta en: Islandia | Vulnerable         |
| Vormela peregusna           | Turón búlgaro o jaspeado                                                                                                  | Nativa en: Afganistán; Armenia; Azerbaiyán; Bulgaria; China; Georgia; Grecia; República Islámica de Irán; Irak; Israel; Kazajistán; Líbano; Macedonia del Norte; Mongolia; Montenegro; Pakistán; Rumania; Federación Rusa; Serbia; República Árabe Siria; Turquía; Turkmenistán; Ucrania; Uzbekistán. | Vulnerable         |